# Escut i bandera d'Almedíxer
L'escut i la bandera d'Almedíxer són els símbols representatius d'Almedíxer, municipi del País Valencià, a la comarca de l'Alt Palància.

## Escut heràldic
L'escut oficial d'Almedíxer té el següent blasonament:
| « | Escut quadrilong de punta redona. En camp de gules, una torre d'or amb tres merlets, maçonada i aclarida de sable, llorejada amb dues branques de llorer de sinople. Al timbre, corona reial oberta. | » |

## Bandera
La bandera oficial d'Almedíxer té la següent descripció:
| « | Bandera de proporcions 2:3. Per meitat en alt. En la primera meitat, de roig o gules, junt a l'asta, una torre amb tres merlets, d'or, maçonada i aclarida de sable, llorejada amb dues branques de llores de sinople. La segona meitat de sinople. | » |

## Història
L'escut s'aprovà per Resolució de 13 de març de 2000, del conseller de Justícia i Administracions Públiques, publicada en el DOGV núm. 3.733, de 18 d'abril de 2000.
La torre fa referència a l'antiga fortalesa d'Almedíxer, amb l'element distintiu de dues branques de llorer.
La bandera s'aprovà per Resolució de 18 de gener de 2005, del conseller de Justícia i Administracions Públiques, publicada en el DOGV núm. 4.944, d'11 de febrer de 2005.